# پل یک دهانه لپاسر
پل یک دهانه لپاسر مربوط به دوره قاجار است و در شهرستان تنکابن، بخش مرکزی، دهستان گلیجان، روستای لپاسر واقع شده و این اثر در تاریخ ۲۶ اسفند ۱۳۸۶ با شمارهٔ ثبت ۲۲۰۴۱ به‌عنوان یکی از آثار ملی ایران به ثبت رسیده است. این پل آجری و معلق توسط یکی از اهالی همین روستا به نام حاج محمد قلی بیگی ساخته شد. 